# Joseph Fischer
Joseph Fischer   (Itzig, 24 de febrer de 1909 - Esch-sur-Alzette, 6 de juny de 1986) fou un futbolista luxemburguès de la dècada de 1930.
Fou 49 cops internacional amb la selecció luxemburguesa amb la que participà en els Jocs Olímpics de 1936.
Pel que fa a clubs, defensà els colors de Red Boys Differdange i National Schifflange.